# 2015年蘇塞恐怖攻擊事件
2015年蘇塞恐怖攻擊事件，是指發生在2015年6月26日的同一天，於法國、突尼斯、科威特、索馬利亞的四起恐怖攻擊事件的其中之一。
當地時間正午時分，兩名偽裝成工作人員的年輕男子，在帝國馬哈巴酒店（Hotel Riu Imperial Marhaba）旁的游泳池與海灘邊，突然掏出藏在雨傘中的步槍，向周遭的遊客掃射，當場造成多名來自多國的遊客傷亡。突尼斯內政部稱，此事是一起恐怖攻擊，而這名槍手後來被警方擊斃。警方稱，在他的屍體上還發現綁著一枚炸彈，而另一名共犯在逃中。

## 攻擊行動
2015年6月26日，一家西班牙商擁有的五星級旅館帝國馬哈巴飯店，位於突尼西亞蘇塞市北方大約時公里處的觀光區康大尼港，事發當時有主要來自西歐的565名房客入住其中，是旅館最大人限的77%下榻旅館的旅客和附近的索維亞旅館的遊客在沙灘游泳與作日光浴。
在大約中午時分，一名23歲、過去曾就讀凱魯萬大學、現正學習駕駛飛機的學生，賽義夫丁·瑞茲古伊·雅各比（被伊斯蘭國方面稱為阿布·亞哈·卡拉瓦尼，Abu Yahya al-Qayrawani，1992年生於卡夫鎮）偽裝成遊客，輕鬆地與人交談，接著掏出藏在海灘傘中的AK步槍，對沙灘的遊客開火。然後，他進去旅館裡面，射擊走向他的人。最後他在與保全人員的交火中被槍殺。

### 傷亡
| 國籍     | 死亡人數 | 受傷人數 | 加總 | 參見          |
| -------- | -------- | -------- | ---- | ------------- |
| 英国     | 30       | 24       | 54   | [ 13 ]        |
| 愛爾蘭   | 3        |          | 3    | [ 14 ] [ 15 ] |
| 突尼西亞 | 0        | 7        | 7    | [ 16 ]        |
| 比利时   | 1        | 3        | 4    | [ 16 ]        |
| 德国     | 1        | 1        | 2    | [ 18 ]        |
| 葡萄牙   | 1        |          | 1    | [ 19 ] [ 20 ] |
| 俄羅斯   |          | 1        | 1    | [ 21 ]        |
| 乌克兰   |          | 1        | 1    | [ 22 ]        |
| 不明     | 2        | 2        | 5    |               |
| 合計     | 38       | 40       | 78   | [ 23 ]        |